# کاسیو گابوس مندس

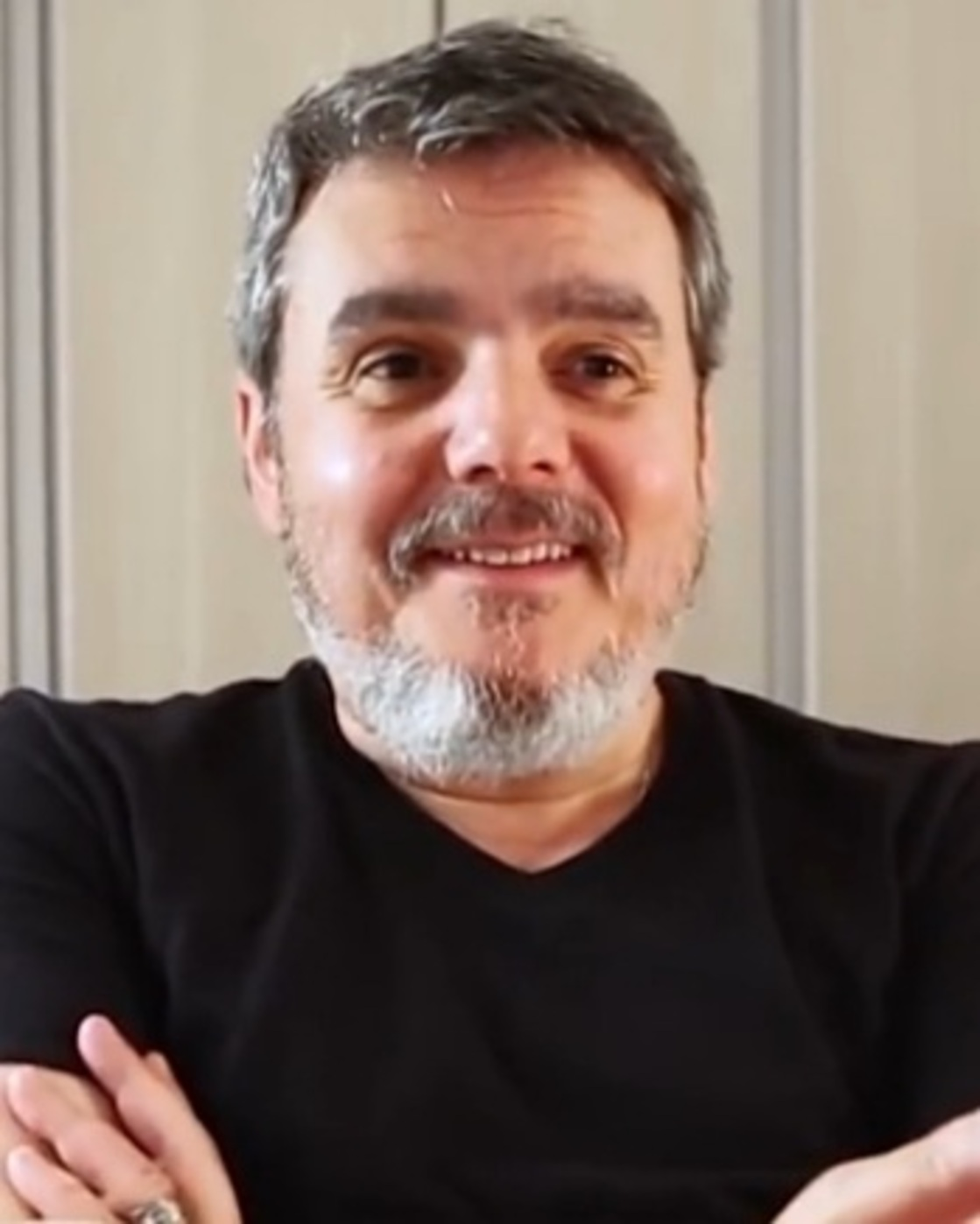
کاسیو گابوس مندس در نشست خبری سریال ویوا در تاریخ 09/12/2020

کاسیو گابوس مندس (انگلیسی: Cássio Gabus Mendes؛ زادهٔ ۲۹ اوت ۱۹۶۱) یک هنرپیشه اهل برزیل است.